# Hoya cembra
Hoya cembra är en oleanderväxtart som beskrevs av D. Kloppenburg. Hoya cembra ingår i släktet Hoya och familjen oleanderväxter. Inga underarter finns listade i Catalogue of Life.